# Mohan Lal Zutshi
Mohan Lal Zutshi (1812 – Delhi, 1877) è stato un viaggiatore, diplomatico e scrittore indiano.
Chiamato anche Ram Nath e popolarmente noto come Mohan Lal Kashmiri, fu un importante protagonista del cosiddetto Grande Gioco, forse il più importante fra gli indiani. Ebbe un ruolo centrale nella prima guerra anglo-afghana. La sua biografia di Dost Mohammed Khan, emiro dell'Afghanistan, è una fonte primaria sulla guerra. Sua moglie, Hyderi Begum, fu una studiosa musulmana.

## Gioventù e famiglia
Mohan Lal apparteneva al clan Zutshi, un clan di paṇḍit kashmiri. Il suo bisnonno, Pandit Mani Ram, ebbe un alto rango alla corte Moghul durante il regno di Shah 'Alam II. Suo padre, Rai Brahm Nath, noto anche come Rae Budh Singh, lavorò tra il 1808 e il 1809 per Mountstuart Elphinstone in una missione diplomatica a Peshawar. Mohan Lal studiò al Delhi College e fu uno dei primi studenti indiani ad essere istruito secondo il programma di studi inglese. Il suo unico fratello, Kedar Nath Zutshi, fu vice collettore ad Ambala, nella Provincia del Punjab, e morì nel 1855.

## Viaggi con Burnes

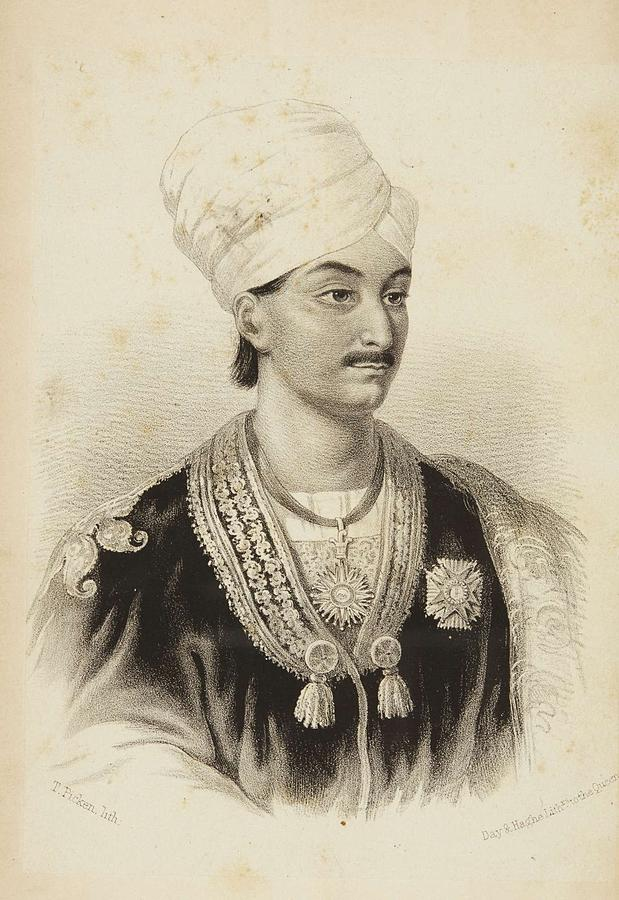
Mohan Lal

Nel 1831 il tenente (poi capitano) Sir Alexander Burnes della Compagnia delle Indie Orientali ebbe l'incarico dal governo britannico di raccogliere informazioni nei paesi compresi tra l'India e il Mar Caspio. Gli fu ordinato di presentarsi come un cittadino privato con un piccolo seguito, mantenendo uno stile di vita molto modesto. Mohan Lal fu ingaggiato da Burnes principalmente per assisterlo nella sua corrispondenza in persiano e anche perché Burnes riteneva che la sua giovane età e la sua fede religiosa lo avrebbero aiutato ad evitare pericoli di scontro con le popolazioni locali.  Mohan Lal aveva imparato il persiano a Delhi e viaggiò sotto le vesti di un musulmano usando gli pseudonimi di Aga Hasan Jan e di Mirza Quli Kashmiri. Il titolo ufficiale di Mohan Lal era munshi, anche se lui preferiva il titolo di "segretario persiano". Tra il 1832 e il 1834 Alexander Burnes e Mohan Lal condussero una spedizione in Asia centrale per ottenere informazioni politiche e militari, divenendo grandi amici.

## Prima guerra anglo-afghana

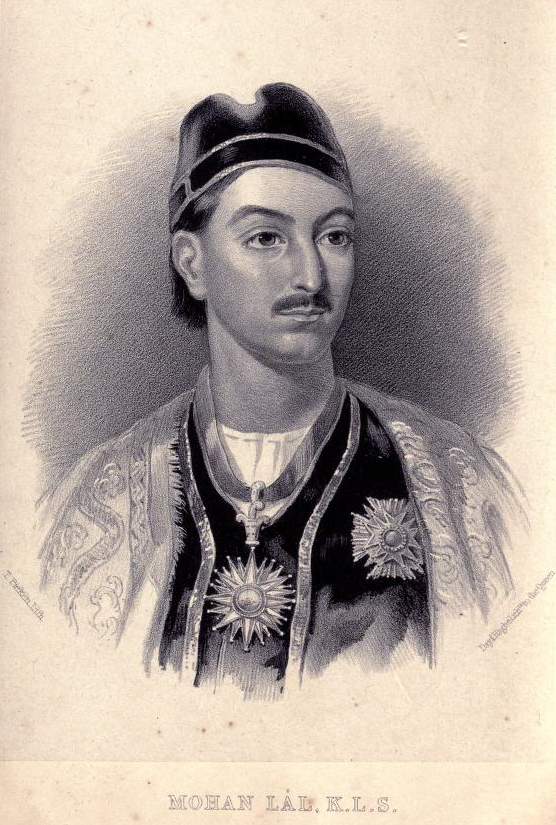
Acquaforte di Mohan Lal di T. Peiken (1846)

In seguito Mohan Lal fu agente diplomatico per conto dei britannici sull'Indo e assistente politico di Burnes a Kabul durante la prima guerra anglo-afghana. Fu testimone dell'uccisione di Burnes da parte di una folla inferocita all'inizio della guerra: descrisse la morte dell'amico nel suo libro Life of the Amir Dost Mohammed Khan, of Kabul. Sopravvissuto ai massacri del 1841, continuò a tenere informato il governo a Calcutta sugli eventi nella capitale afghana, scrivendo dalla casa di un mercante dove si era rifugiato. I suoi rapporti contenevano forti e convincenti critiche sul comportamento degli ufficiali britannici, in particolare di Sir William Hay Macnaghten e del generale William Elphinstone.
Il suo lavoro fu determinante nella creazione e nell'espansione della rete di spionaggio britannica in Afghanistan ed ebbe presumibilmente un ruolo importante nell'organizzare l'assassinio, tramite avvelenamento, di Mir Masjidi Khan, un importante leader della resistenza afghana. Scoprì e consegnò alle autorità britanniche le lettere segrete scritte dai governanti di Kandahar a Mehrab Khan, il sovrano del Kalat, per esortarlo a non consentire il passaggio all'esercito britannico invasore. Riuscì a ottenere i servizi di funzionari molto importanti come Mohammed Tahir, Haji Khan Kakari, Abdul Majeed Khan, Akhundzada Ghulam e Mullah Nasooh a Kandahar e di Sardar Abdul Rashid Khan, un nipote dell'emiro Dost Mohammed Khan a Ghazni. Durante la spedizione di Kabul svolse un ruolo importante nell'assicurare il rilascio dei prigionieri britannici, tenuti in ostaggio a Bamiyan. Cercò di riportare la pace tra gli inglesi e gli afghani durante questo periodo di incertezze.

## Vita successiva
Dopo la guerra Mohan Lal si recò in Europa. Nel 1844 salpò da Bombay per la Gran Bretagna passando per l'Egitto. Durante il suo soggiorno in Europa incontrò la Regina Vittoria e Federico Guglielmo IV di Prussia, che gli regalò una sua incisione in avorio.
Durante i suoi viaggi in Europa Mohan Lal fu fotografato nel 1844 da Robert Adamson e David Octavius Hill. Una sua foto è conservata nella Scottish National Portrait Gallery. Mentre si trovava in Scozia fu ritratto anche dal pittore scozzese William Allan. Il dipinto fu esposto dalla Royal Scottish Academy nel 1845 con il titolo Mirza Mohun Lal, segretario persiano della Missione britannica a Cabool e che aveva precedentemente accompagnato Sir Alexander Burnes nel suo viaggio a Bokhara. L'attuale collocazione del dipinto, venduto il 18 aprile 1850, è sconosciuta. Nel 1846 assistette alla sepoltura di Dwarkanath Tagore a Londra.
Mohan Lal si ritirò all'età di 32 anni, deluso per non essere stato adeguatamente ricompensato per il suo contributo alla causa britannica nella prima guerra anglo-afghana. I suoi ultimi anni trascorsero fra i problemi finanziari. Il suo matrimonio con Hyderi Begum sarebbe avvenuto nel 1857. La moglie fu ritratta da Paul Fischer.
Mohan Lal, ormai dimenticato, morì a Delhi nel 1877. Secondo il suo biografo Hari Ram Gupta, Mohan Lal avrebbe scritto un diario sugli eventi avvenuti a Delhi durante i moti indiani del 1857, ma già nel 1943 non se ne aveva più alcuna traccia.

## Opere
- (EN) Mohen Lal, Journal of a tour through the Punjab, Afghanistan, Turkistan, Khorasan and part of Persia in company with Lt Burnes, and Dr Gerard, Calcutta, 1834.
- (EN) Mohen Lal, A Brief Description of Herat, in Journal of the Asiatic Society of Bengal, vol. 3, 1834,  pp. 9-18.
- (EN) Mohen Lal, Further Information regarfing the Siah Posh Tribe, or reputed descendants of the Macedonians, in Journal of the Asiatic Society of Bengal, vol. 3, 1834,  pp. 76-79.
- (EN) Mohen Lal, Accout of Kálá Bágh on the right bank of the Indus, in Journal of the Asiatic Society of Bengal, vol. 7, 1838,  pp. 25-27.
- (EN) Mohen Lal, A brief accout of the Origin of the Dáúd Putras, and of the power and birth of Baháwal Kha´n their Chief, on the bank of the Ghara and Indus, in Journal of the Asiatic Society of Bengal, vol. 7, 1838,  pp. 27-33.
- (EN) Mohen Lal, On the trade of Khairpoor in Sinde, in Reports and Papers, Political, Geographical, & Commercial Submitted to Government, Calcutta, Huttmann, 1839,  pp. 36-38.
- (EN) Mohen Lal, Travels in the Panjab, Afghanistan, & Turkistan, to Balk, Bokhara, and Herat; and a visit to Great Britain and Germany, Calcutta, Wm. H. Allen & Co., 1846.
- (EN) Mohen Lal, Life of the Amir Dost Mohammed Khan, of Kabul: with his political proceedings towards the English, Russian, and Persian governments, including victory and disasters of the British Army in Afghanistan, London, Longman, Brown, Green and Longmans, 1846.

## Onorificenze
- Cavaliere dell'Ordine del Leone e del Sole (1833)[19][20]
- Ordine dell'Impero Durrani[21]